# Zeus Web Server
Pour les articles homonymes, voir Zeus (homonymie).
Zeus Web Server est un logiciel de serveur web (ou HTTP) pour les plateformes Unix (incluant Linux).
Il a été développé par Zeus Technology, une entreprise d'édition logicielle de Cambridge, au Royaume-Uni. Les auteurs originaux du logiciel et fondateurs de l'entreprise sont Damian Reeves et Adam Twiss, deux anciens étudiants de l'université de Cambridge.
La prise en charge des plates-formes AIX, Tru64 et Mac OS X est abandonnée en juin 2008, et le développement cesse complètement en janvier 2010. En juillet 2011, la société éditrice est rachetée par Riverbed Technology, laquelle met un terme au support du logiciel en novembre 2014.